# Кнапкова, Мирослава
Миросла́ва Кна́пкова (чеш. Miroslava Knapková, род. 19 сентября 1980 года в Брно, Чехословакия) — чешская гребчиха, Олимпийская чемпионка, чемпионка мира.

## Биография
Мирослава Кнапкова родилась в семье Мирослава Кнапека — известного чехословацкого гребца, участника Олимпийских игр в Монреале и Москве.
В детстве занималась лыжными гонками, лёгкой атлетикой, но в итоге остановила свой выбор на академической гребле.
На Олимпиаде в Афинах заняла четвёртое место в соревнованиях одиночек. Год спустя выиграла свою первую медаль на чемпионатах мира, став второй на первенстве в Японии.
На Пекинской Олимпиаде Кнапкова участвовала в двух видах программы — в соревнованиях одиночек стала пятой, а в двойках заняла шестую позицию, выступая вместе с Житкой Антосовой.
Следующий олимпийский цикл оказался для чешки более удачным. На чемпионате мира в словенском Бледе она впервые стала чемпионкой, а на Олимпиаде в Лондоне выиграла и звание олимпийской чемпионки в состязании одиночек. По итогам 2012 года Кнапкова была признана гребцом года у себя на Родине, а также ей была вручена престижная спортивная премия Иржи Гут-Ярковецкого.